# Ully-Saint-Georges

Ully-Saint-Georges este o comună în departamentul Oise, Franța. În 1 ianuarie 2022 avea o populație de 1.920 de locuitori.